# Späd trådlav
Späd trådlav (Ephebe trachytera) är en lavart som först beskrevs av Nyl. ex Vain., och fick sitt nu gällande namn av Henssen. Ephebe trachytera ingår i släktet Ephebe och familjen Lichinaceae.   Inga underarter finns listade i Catalogue of Life.
I den svenska databasen Dyntaxa används istället namnet Ephebe perspinulosa för samma taxon.  Arten är reproducerande i Sverige.